# 은여림
은여림(殷汝霖)은 고려 말 조선 초의 문신이다. 본관은 행주(幸州)이다.
1390년(고려 공양왕 2년) 진사(進士)시에 장원으로 급제하였다.
1396년(조선 태조 5년) 문과에 급제하여 계림 판관(鷄林判官), 사간원헌납(司諫院獻納), 진주목사, 경주부윤 등을 거쳐 1420년(세종 3년) 이조판서(吏曹判書)에 올랐다.

## 가족
- 증조부 : 은린(殷鱗)
  - 조부 : 은명현(殷明顯)
    - 부 : 은종(殷宗)
    - 처부 : 이연생(李衍生)
      - 부인 : 성산 이씨